# Три сестры (реки)
Три сестры (ирл. Cumar na dTrí Uisce) — собирательное название трёх ирландских рек, — Барроу, Нор и Шур, несущих воды в Кельтское море.
Название произошло от того, что как истоки, так и устья трёх рек расположены неподалёку: истоки находятся на одной горной гряде, затем реки долго текут самостоятельно и сливаются лишь перед самым впадением в море: реки Шур и Нор берут начало в гористой местности в графстве Типперэри вблизи горы Дэвилс Бит, тогда как истоки реки Барроу находятся в невысоких горах Слив Блум в графстве Лиишь. Вместе они впадают в море к юго-западу от города Уотерфорд, образуя широкий эстуарий. Штормы и затяжные дожди в устье рек могут вызывать наводнения в южной части острова, затапливающие графства Типперэри, Карлоу, Килкенни, Уэксфорд, Уотерфорд и другие.
Через реки Нор и Барроу проходит мост Барроу. А воды Шура присоединяются к их водам ниже по течению. По-ирландски эта местность называется Cumar na dTrí Uisce, что в переводе означает «место слияния трёх рек».
В давние времена территория между Шуром и Барроу образовывала Королевство Осриг. В настоящее время это название используется для именования местной епархии как Римско-католической церковью, так и Церковью Ирландии.

## В культуре
Термин встречается уже у ранних английских писателей (Гиральд Камбрийский, Кемден). Спенсер персонифицирует эти реки в мужском роде, называя их «тремя прекрасными братьями».
В XIX веке в Англии термин входил в школьный набор сведений по географии.
Используется как географическое понятие в научных статьях по гидрологии и истории.